# Sergentomyia hunti
Sergentomyia hunti är en tvåvingeart som först beskrevs av Lewis och Kirk 1946.  Sergentomyia hunti ingår i släktet Sergentomyia och familjen fjärilsmyggor. Inga underarter finns listade i Catalogue of Life.